# Ponte dell’Avostana
Die Ponte dell’Avostana ist eine im 12. Jahrhundert erbaute Bogenbrücke bei Cannobio in der italienischen Region Piemont.

## Lage
Die steinerne Fußgängerbrücke liegt im Valle Cannobina in den Tessiner Alpen westlich des Lago Maggiore auf einer Höhe von 260 m s.l.m. Sie überbrückt den Torrente Cannobino westlich von Traffiume, einer Fraktion von Cannobio in der Provinz Verbano-Cusio-Ossola.

## Geschichte
Die Brücke wurde im 12. Jahrhundert über der «Sant’Anna» Klamm (italienisch Orrido di Sant’Anna) gebaut. 1638 wurde direkt neben der Brücke die Kirche «Sant’Anna» errichtet.
Sie war Teil des Saumpfads «Via Borromea», benannt nach Karl Borromäus, dem Erzbischof von Mailand, der 1574 das Tal besuchte. Die Steinbogenbrücke wurde bis zum Bau der Straße und der neuen Brücke 1855 daneben als Fußgängerbrücke benutzt.
Heute ist die Brücke mit Gittern versperrt und ist zusammen mit der Kirche, der Klamm und den nahen Wasserfällen ein von Touristen, Wanderern und Tauchern viel besuchter Ort, der auf vielen Tourismuswebseiten erwähnt wird. Eine ähnliche – größere und jüngere – Brücke von 1578, die Römerbrücke (Calezzo) in der Schweiz, ist dort im Schweizerischen Inventar der Kulturgüter von nationaler und regionaler Bedeutung aufgeführt.

## Beschreibung

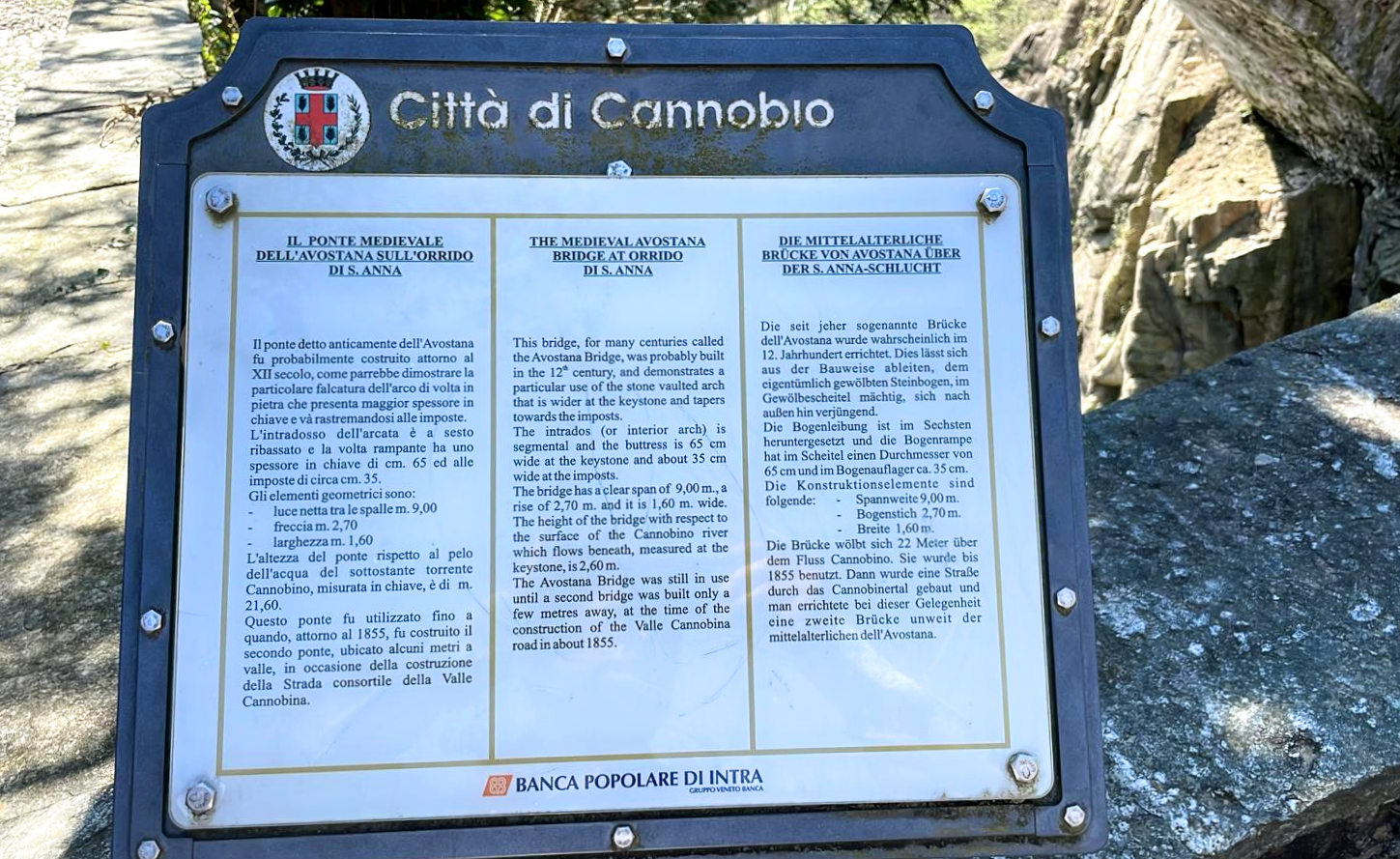
Beschreibungstafel der Ponte dell’Avostana beim Orrido di S. Anna, Cannobio

Die ca. 800 Jahre alte Bogenbrücke ist vermutlich die älteste erhaltene Brücke der Region und war Teil des Saumpfads «Lastenweg» von Cannobio durch das Tal Valle Cannobina.
Sie ist ca. 9 m lang, verläuft 22 m über der Klamm und hat eine Breite, die nur für ein Maultier ausreichend ist. Die seitlichen Mauern (Geländer) sind so niedrig, dass die mit Säcken beladenen Maultiere nicht hängen blieben. Erreichbar ist die Brücke in fünf Minuten mit dem Auto von Cannobio aus.